# Guntram

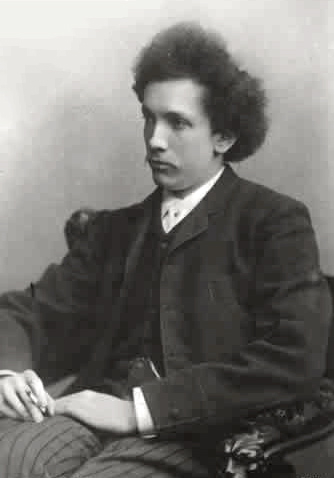
Richard Strauss 1894

Den här sidan handlar om Wagneroperan från 1894. För merovingerkungen död 594, se Gunthchramn.
Guntram är en opera (op. 25) i tre akter med musik och text av Richard Strauss från 1894.

## Bakgrund
Efter Richard Wagner skulle varje kompositör med självaktning skriva sitt eget libretto. Vid 23 års ålder valde Strauss att skriva om minnesångarnas värld under medeltiden. Han hade skaffat sig grundliga kunskaper som operadirigent innan han inledde arbetet med sin första opera.
Ämnet hämtade han från en tidningsartikel i den österrikiska tidningen Neue Freie Presse sommaren 1887. Artikeln handlade om olika hemliga sällskap som fanns i Österrike på medeltiden. Några av dessa strävade mot både religiösa och kulturella mål, vilket helt stred mot Minnesångarnas koncept (vilka de för övrigt fann alldeles för världsliga). Strauss tilltalades av idén att skriva om en person tillhörande ett sådant sällskap. Huvudfiguren döpte han till Guntram, en sammanslagning av Gunther i Ragnarök och Wolfram i Tannhäuser, karaktären blev en blandning av Tannhäuser och Parsifal. Strauss skrev till Hans von Bülow som förgäves försökte intressera Strauss för ett av Henrik Ibsens senaste dramer. 
Mellan hösten 1887 och mars 1888 arbetade han med texten men under intryck av Nietzsches filosofi, som han bekantade sig med under en konvalescentresa till Egypten 1892, ändrade han slutet på tredje akten så att Guntram inte längre offrade sig själv utan gjorde avbön och drog sig tillbaka från världen. Det kostade honom vänskapen med Alexander Ritter, vilken hade uppmuntrat honom att skriva en opera på Guntrammotivet. Även Cosima Wagner (Wagners änka) och hennes son Siegfried tyckte att Strauss hade förrått Wagners operaprinciper. Strauss fick sin hämnd 13 år senare efter framgången med operan Salome vilken gjorde honom till en mycket förmögen man. De båda männen möttes på det fashionabla Hotel Adlon i Berlin. Siegfried (vars operor aldrig blev några succéer såsom faderns) frågade Strauss om han hade råd att bo på ett så dyrt ställe. Strauss svarade att det hade han, och det var hans egen förtjänst - inte faderns!
Under arbetet med tonsättningen (1892) skrev Strauss till sina föräldrar att musiken till Guntram skulle vara enkel och melodisk, men redan efter ett år tvingades han erkänna att han inte kunde undvika en viss nervositet i orkestersatsen. Operans mastodontorkester (enbart på scen använde Strauss fyra tenorhorn) uppvisar en tonfärgsskala som är ännu bredare än Wagners. De symfoniskt inspirerade scenerna och de stora monologerna pekar redan framåt mot de kommande nya dramatiska formerna i Salome och Elektra. I de "oändliga" symfoniska melodislingorna dyker ibland visartade, innerliga strofer upp (i synnerhet i Guntrams slutmonolog). Den här relationen mellan upphöjda och triviala skikt ger en föraning om Richard Strauss senare mogna stil.

## Premiär
Den 5 september 1893 var verket färdigt. Dirigenten Felix Mottl hade åtagit sig att dirigera uruppförandet men när repetitionerna hade börjat i Karlsruhe avsa sig tenoren sin roll eftersom han inte kunde lära sig musiken. Gustav Mahler gjorde ett försök att sätta upp operan i Hamburg men fick inget gehör från operaledningen. Strauss blev tvungen att själv iscensätta operan i Weimar med sina musikelever som sångare trots att han insåg att projektet var dömt att misslyckas. En av huvudrollerna sjöngs av Strauss blivande fru, Pauline de Ahna. Om premiären 10 maj 1894 skrev Strauss många år senare:
Min stackars tappre elev Heinrich Zeller kämpade tappert med det galet ansträngande vokalpartiet (någon räknade ut att partiet innehöll så-och-så många fler takter än Tristan), blev hesare för varje repetition och kunde endast med stor ansträngning genomföra den första föreställningen. Min fästmö, som hon den gången var, behärskade sitt parti fullständigt och genomförde en föreställning som var utmärkt sjungen och agerad. Efter akt II applåderades hon entusiastiskt i Weimar liksom vid den kommande katastrofföreställningen i München. /.../ Guntram var en succé men efter några fruktlösa försök att sätta upp den på nytt i Frankfurt och Prag, efter att ha gjort nerskärningar i musiken, försvann den fullständigt från scenen och med den försvann även mitt mod att skriva för scenen de nästa sex åren. En enstaka olycklig föreställning gavs i München (ett år senare). De ledande sångarna, Madame Ternina och Heinrich Vogel, hade båda vägrat sjunga sina partier, även orkestern, som leddes av min unge kusin och violinlärare Benno Walter, gick i strejk och en delegation skickades till operachefen för att be honom att skona orkestern från detta "Gudsgissel". Tenoren Mikorey, vars dåliga minne hade gjort sig påmind under första föreställningen, deklarerade efteråt att han endast skulle sjunga kommande föreställningar om hans lön ökades. Det blev ingen mer föreställning förrän till min 70-årsdag då Berlins radio sände en nerkortad föreställning.
Misslyckandet med Guntram sårade Strauss och han skulle aldrig riktigt komma över det. Operan var hans första bakslag och särskilt Münchenorkesterns uppträdande satte djupa spår. Trots detta var Strauss hela sitt liv stolt över sitt första försök i operagenren och reste en minnessten i parken utanför sin villa i Garmisch med inskriptionen "Här vilar den äro- och dygderike ynglingen Guntram, minnesångare som av sin egen faders symfoniska orkester grymt dräptes. Vila i frid!"
I januari 1895 sände Strauss en kopia av partituret till Verdi "som ett tecken på min respekt och beundran för den obestridde mästaren av italiensk opera." Verdi svarade diplomatiskt att han inte hade haft att studera partituret "men efter att ha skummat igenom det här och där kan jag se att Guntram är resultatet av en expert". Strauss satte stort värde på Verdis svar och bevarade brevet under hela sitt liv (kanske hade han inte gjort det om han hade vetat att Verdi, innan han svarade på brevet, frågade sin förläggare om denne Strauss var släkt med de Strauss som komponerade wienervalser!).
En reviderad version av operan spelades 1940 i Weimar. Strauss själv hade tagit bort en del alltför wagnerska mellanspel, vilket egentligen stred mot hans natur. Vanligtvis förbjöd han alla strykningar i sin musik.
I två av sina symfoniska dikter, Ein Heldenleben och Tod und Verklärung, citerar han sig själv med takter tagna från Guntram.

## Roller
| Roller                    | Stämma         | Rollbesättning vid premiären 10 maj 1894 Dirigent: Richard Strauss |
| ------------------------- | -------------- | ------------------------------------------------------------------ |
| Den gamle hertigen        | Bas            | Karl Bucha                                                         |
| Freihild, hans dotter     | Sopran         | Pauline de Ahna (senare fru Strauss)                               |
| Hertig Robert, hennes man | Baryton        | Franz Schwarz                                                      |
| Guntram, sångare          | Tenor          | Heinrich Zeller                                                    |
| Friedhold, sångare        | Bas            | Ferdinand Wiedey                                                   |
| Hertigens narr            | Tenor          | Hans Gießen                                                        |
| En gammal kvinna          | Kontraalt      | Louise Tibelti                                                     |
| En gammal man             | Tenor          | Herr Lutz                                                          |
| Två yngre män             | Basar          | Herr Barth, Hermann Buche                                          |
| Tre vasaller              | Basar          | Herr Fischer, herr Schustherr, herr Henning                        |
| En budbärare              | Baryton        | Hermann Buche                                                      |
| Fyra minnesångare         | Tenorer, basar | Herr von Szpinger, herr Knöfler, herr Glitsch, herr Weyrauch       |

## Handling

### Akt I
ca 35 minuter
I en skogsglänta är Guntram och Friedhold, vilka är medlemmar av orden "Kärlekens förkämpar", i färd med att dela ut bröd till det nödlidande folket som plågas under den tyranniske hertig Roberts välde. De fattigas enda tröst är den gamle hertigens dotter Freihild, som är gift med Robert, men inte ens hon förmår hjälpa längre. Guntram vill försöka påverka Robert med sin sång, men plötsligt får han syn på en kvinna som springer ner mot sjön. Det är Freihild som vill begå självmord men Guntram räddar henne. Som tack friger hennes far de fattiga livegna. Det gör hertig Robert mäkta vred men han bjuder ändå Guntram med till slottet på en fest där minnesångarna ska fira att upproret är kväst.

### Akt II
ca 30 minuter
Guntram tror inte att hans budskap om kärlek till nästan kommer att slå an i denna församling men hans sång om fredens välsignelse griper alla utom hertig Robert. Han befaller att den övermodige sångaren skall fängslas, och när alla tvekar tar han själv till vapen. Guntram försvarar sig och dödar Robert, och den gamle hertigen blir tvungen att slå Guntram i bojor.

### Akt III
ca 35 minuter
I fängelset ångrar Guntram dråpet på hertigen men blir uppsökt av Freihild, som erkänner att hon har förälskat sig i honom och vill att de ska fly tillsammans. Freidhold uppmanar Guntram att träda fram offentligt och göra bot för sin synd, men Guntram förklarar att han handlade i nödvärn. Hans synd består i att han lät sig ledas av svartsjuka då han grep till vapen mot Robert, och därför måste han avstå från sin älskade Freihild och uppmanar henne att fortsätta med sina god gärningar utan honom vid sin sida.

## Orkesterbesättning
- Träblåsinstrument

3 tvärflöjter (Flöjt 3 dubblerar piccoloflöjt),
3 oboer (Oboe 3 dubblerar Engelskt horn),
3 klarinetter (klarinett 3 dubblerar basklarinett i A),
3 fagotter (fagott 3 dubblerar kontrafagott)
- Bleckblåsinstrument

4 valthorn,
3 trumpeter (trumpet 3 dubblerar bastrumpet),
2 tromboner
- Slagverk

Pukor, cymbaler, virveltrumma, triangel, bastrumma
- Stråkar

Luta,
2 Harpor,
Violin I (16),
Violin II (16),
Viola (12),
Cello (10),
Kontrabas (8)

## Diskografi
| År   | Roller (Guntram Freihild Den gamle hertigen Hertig Robert Friedhold)              | Dirigent Orkester                                                      | Skivmärke                             |
| ---- | --------------------------------------------------------------------------------- | ---------------------------------------------------------------------- | ------------------------------------- |
| 1981 | William Lewis, Carole Farley, Patrick Wheatley, Terence Sharpe, John Tomlinson    | John Pritchard BBC Symphony Orchestra och kör                          | Audio CD: Gala Kat: GL 100787         |
| 2005 | Gian Luca Zampieri, Elena Comotti, Andrea Martin, Raphael Sigling, Thomas Gazheli | Gustav Kuhn Tirol Festival, Erls orkester och manskör (Liveinspelning) | DVD: Col Legno 80004                  |
| 1984 | Reiner Goldberg, Ilona Tokody, Sandor Solyom-Nagy, Istvan Gati, Janos Bandi       | Eve Queler Ungerska statsorkestern                                     | Audio CD: Sony Music Cat: 88697448162 |